# Asura chrysomela
Asura chrysomela là một loài bướm đêm thuộc phân họ Arctiinae, họ Erebidae.